# Greg Carroll
Gregory John Carroll (* 10. listopadu 1956 v Gimli, Manitoba) je bývalý kanadský hokejový útočník.

## Hráčská kariéra
V roce 1976 draftoval tým Washington Capitals v 1. kole (celkově 15.) a téhož roku byl draftován ve WHA týmem Cincinnati Stingers ve 2. kole (celkově 16.).
Po draftu se rozhodl odejít do týmu Cincinnati Stingers ve WHA kde strávil jednu sezónu. V květnu 1977 byl společně s Bryanem Maxwellem vyměněn do týmu New England Whalers za brankáře Mika Liuta. V New England Whalers se moc neuplatnil a po odehrané sezóně 1977/1978 byl vyměněn zpátky do týmu Cincinnati Stingers za Rona Plumba. V Stingers strávil opět jednu sezónu, v které odehrál 26 zápasů, v nichž nasbíral 19 bodů. Po sezóně mu tým Stingers nenabídlo smlouvu a stal se volným hráčem.
21. září 1978 podepsal smlouvu s týmem Washington Capitals jako volný. V Capitals načal novou sezónu 1978/79, v které odehrál za tým Caps 24 zápasů, poté požádal vedení o přemístění do jiného týmu. 6. ledna 1979 byl přemístěn do týmu Detroit Red Wings kde dohrál sezónu. 30. října 1979 podepsal smlouvu s týmem Hartford Whalers jako volný hráč. V Hartford Whalers odehrál svoji poslední sezónu v NHL a v závěru sezóny odehrál šest zápasů na farmě Whalers v Springfield Indians (AHL). Ve věku 24 let ukončil hráčskou kariéru. V sezóně 1985/86 odehrál devět zápasů v lize ContHL v týmu Billings Marlboros.

## Ocenění a úspěchy
- 1977 WCJHL - Druhý All-Star Tým

## Prvenství
- Debut v NHL - 11. října 1978 (Los Angeles Kings proti Washington Capitals)
- První asistence v NHL - 11. října 1978 (Los Angeles Kings proti Washington Capitals)
- První gól v NHL - 14. října 1978 (Washington Capitals proti Atlanta Flames)

## Klubové statistiky
| Sezóna       | Klub                | Soutěž       |     | Základní část | Základní část | Základní část | Základní část | Základní část |   | Play off | Play off | Play off | Play off | Play off |
| Sezóna       | Klub                | Soutěž       | Z   | G             | A             | B             | TM            | Z             | G | A        | B        | TM       |          |          |
| 1974/1975    | Medicine Hat Tigers | WCJHL        | 70  | 22            | 37            | 59            | 77            | 3             | 3 | 2        | 5        | 0        |          |          |
| 1975/1976    | Medicine Hat Tigers | WCJHL        | 71  | 60            | 111           | 171           | 118           | 9             | 4 | 11       | 15       | 2        |          |          |
| 1976/1977    | Cincinnati Stingers | WHA          | 77  | 15            | 39            | 54            | 53            | 4             | 1 | 2        | 3        | 0        |          |          |
| 1977/1978    | New England Whalers | WHA          | 48  | 9             | 14            | 23            | 27            | —             | — | —        | —        | —        |          |          |
| 1977/1978    | Cincinnati Stingers | WHA          | 26  | 6             | 13            | 19            | 36            | —             | — | —        | —        | —        |          |          |
| 1978/1979    | Washington Capitals | NHL          | 24  | 5             | 6             | 11            | 12            | —             | — | —        | —        | —        |          |          |
| 1978/1979    | Detroit Red Wings   | NHL          | 36  | 2             | 9             | 11            | 8             | —             | — | —        | —        | —        |          |          |
| 1979/1980    | Hartford Whalers    | NHL          | 71  | 13            | 19            | 32            | 24            | —             | — | —        | —        | —        |          |          |
| 1979/1980    | Springfield Indians | AHL          | 6   | 2             | 2             | 4             | 2             | —             | — | —        | —        | —        |          |          |
| 1985/1986    | Billings Marlboros  | ContHL       | 9   | 17            | 29            | 46            | 0             | —             | — | —        | —        | —        |          |          |
| Celkem v NHL | Celkem v NHL        | Celkem v NHL | 131 | 20            | 34            | 54            | 44            | —             | — | —        | —        | —        |          |          |